# Straja, Suceava
Straja (germană Strasza) este satul de reședință al comunei cu același nume din județul Suceava, Bucovina, România.

## Personalități
- Dimitrie Onciul - (n. 26 octombrie/7 noiembrie 1856, Straja - d. 20 martie 1923, București) a fost un istoric român, membru titular al Academiei Române.